# Never Ending Sorry
Never Ending Sorry – czwarty album studyjny polskiej piosenkarki Agnieszki Chylińskiej. Wydawnictwo ukazało się 28 października 2022 roku nakładem wytwórni muzycznej Sony Music Entertainment Poland.
Producentem muzycznym został Maciej Mąka. Za koncepcję artystyczna odpowiada Agnieszka Chylińska.
Album zadebiutował na 1. miejscu polskiej listy sprzedaży – OLiS.
Wydawnictwo jako pierwsze promował utwór „Jest nas więcej” wydany 29 lipca 2022. W teledysku do utworu wraz z artystką główną rolę zagrał Adam Woronowicz.
Drugim singlem promującym został „Kiedyś do ciebie wrócę” wydany 16 września 2022. W klipie do utworu główną rolę obok piosenkarki odegrał Piotr Głowacki. Utwór uzyskał certyfikat poczwórnie platynowej płyty.
Trzecim singlem został utwór „Drań” wydany 25 stycznia 2023. W teledysku Agnieszce Chylińskiej towarzyszy Anna Dymna. Utwór uzyskał status platynowej płyty.
Kolejny singiel, który promuje płytę to „Kochaj ją” wydany 16 czerwca 2023. W teledysku wraz z Chylińską wystąpił Piotr Stramowski.

## Lista utworów
Opracowano na podstawie materiału źródłowego
| Nr | Tytuł                    | Słowa               | Muzyka                                                                               | Czas |
| -- | ------------------------ | ------------------- | ------------------------------------------------------------------------------------ | ---- |
| 1  | „Jest nas więcej”        | Agnieszka Chylińska | Agnieszka Chylińska, Maciej Mąka                                                     | 3:09 |
| 2  | „Kiedyś do ciebie wrócę” | Agnieszka Chylińska | Agnieszka Chylińska, Rafał Stępień                                                   | 3:52 |
| 3  | „Drań”                   | Agnieszka Chylińska | Agnieszka Chylińska, Maciej Mąka, Rafał Stępień, Błażej Chochorowski, Oskar Podolski | 3:54 |
| 4  | „Po tobie”               | Agnieszka Chylińska | Agnieszka Chylińska, Maciej Mąka, Rafał Stępień                                      | 3:54 |
| 5  | „Zapomnieć”              | Agnieszka Chylińska | Maciej Mąka                                                                          | 3:47 |
| 6  | „Ja ci wszystko dam”     | Agnieszka Chylińska | Agnieszka Chylińska, Maciej Mąka, Rafał Stępień, Błażej Chochorowski, Oskar Podolski | 3:44 |
| 7  | „Zranione dziecko”       | Agnieszka Chylińska | Agnieszka Chylińska, Maciej Mąka, Rafał Stępień, Błażej Chochorowski, Oskar Podolski | 3:50 |
| 8  | „Kochaj ją”              | Agnieszka Chylińska | Agnieszka Chylińska, Maciej Mąka                                                     | 3:57 |
| 9  | „Jesienny spleen”        | Agnieszka Chylińska | Agnieszka Chylińska, Rafał Stępień                                                   | 3:51 |
| 10 | „Płyną słowa”            | Agnieszka Chylińska | Agnieszka Chylińska, Maciej Mąka, Rafał Stępień                                      | 3:42 |
| 11 | „Bal”                    | Agnieszka Chylińska | Agnieszka Chylińska, Maciej Mąka                                                     | 2:02 |
| 12 | „Synu”                   | Agnieszka Chylińska | Agnieszka Chylińska, Maciej Mąka, Rafał Stępień, Błażej Chochorowski, Oskar Podolski | 3:18 |
| 13 | „Głupi jak but”          | Agnieszka Chylińska | Agnieszka Chylińska, Maciej Mąka                                                     | 2:21 |

## Twórcy
- Agnieszka Chylińska – wokal prowadzący
- Maciej Mąka – gitary, produkcja muzyczna
- Rafał Stępień – instrumenty klawiszowe, trąbka (w utworze 2)
- Błażej Chochorowski – gitara basowa, kontrabas
- Oskar Podolski – perkusja

## Pozycje na listach sprzedaży
| Kraj   | Lista (2022)              | Najwyższa pozycja |
| ------ | ------------------------- | ----------------- |
| Polska | Oficjalna Lista Sprzedaży | 1                 |

## Certyfikaty i sprzedaż
| Kraj          | Certyfikat         | Sprzedaż |
| ------------- | ------------------ | -------- |
| Polska (ZPAV) | 2x platynowa płyta | 30 000+  |